# Ara d'Illiger
Primolius maracana
Espèce
Statut de conservation UICN

 NT  : Quasi menacé
Statut CITES
L'Ara d'Illiger (Primolius maracana) ou ara maracana, auparavant placé dans les genres Ara et Propyrrhura, est une espèce de perroquet de la sous-famille des Psittacinae.

## Description
Cette espèce présente un plumage vert rehaussé par une couronne bleu ciel et un ventre rouge. Sa face nue est blanche, son bec noir et ses iris orange. Les rémiges sont bleuâtres et brunes.
Cet oiseau mesure près de 46 cm et ne présente aucun dimorphisme sexuel.

## Répartition
Cet oiseau vit dans une vaste aire du centre-est de l'Amérique du Sud où il est assez menacé. Assez commun jusqu'en 1970, il décline rapidement ensuite sans que la destruction de son habitat puisse être considérée comme la seule cause.

## Habitat
Les forêts primaires et les forêts galeries longeant les fleuves constituent l'habitat de cet oiseau.

## Comportement
Cet oiseau se déplace en couples ou en petits groupes. Ces individus se regroupent le soir en ensembles pouvant compter de très nombreux oiseaux.

## Captivité
Sauf exception, cette espèce est rare en captivité. Elle nécessite la détention d'un permis,.
Elle est par exemple très répandue en captivité aux Pays-Bas et dans la partie néerlandophone de la Belgique, mais est également élevée en Bretagne.
En captivité, les Aras d'Illiger sont à la fois très vifs et très affectueux (certains assez possessif). Ils atteignent leur maturité vers 5 ans. Ils sont considérés comme moyennement bruyants mais ont par contre une tendance à réaliser des dégâts car ils sont constamment à la recherche d'objets à mâcher. Ils nécessitent donc une surveillance. Leur espérance de vie est de l'ordre de 50 ans.

Ara de Illiger (né en 2007) sur main